# ビーフェクト
ビーフェクト合同会社（英: Befféct,llc）は、日本の芸能事務所。

## 概要
2018年3月27日、東京都杉並区に会社設立。同年 4月1日 アース・スター エンターテイメントを退社した中島由貴が所属することにより事業を開始する。
2019年7月18日、鈴木愛唯が準所属となる事を発表。
2020年8月24日、現住所へ所在地登記変更。
2021年5月14日、原えりこと業務提携を発表。
2022年7月2日、吉宮瑠織の所属を発表。

## 所属声優

### 女性
- 中島由貴
- 原えりこ
- 鈴木愛唯
- 吉宮瑠織